# Il Puttino
Il Puttino é o título do romance de Alessandro Salvio sobre a vida do enxadrista Leonardo di Bonna, publicado em 1634.